# Heteroleius planus
Heteroleius planus är en kvalsterart som först beskrevs av Aoki 1984.  Heteroleius planus ingår i släktet Heteroleius och familjen Hemileiidae. Inga underarter finns listade i Catalogue of Life.